# NGC 202
NGC 202 è una galassia lenticolare situata nella costellazione dei Pesci. Dista circa 175 milioni di anni luce dal sistema solare.

## Scoperta
NGC 202 è stata scoperta il 17 novembre 1876 dall'astronomo francese Édouard Stephan.